# کارلووا وس (ناحیه راکوونیک)
کارلووا وس (ناحیه راکوونیک) (به چکی: Karlova Ves) یک منطقهٔ مسکونی در جمهوری چک است که در ناحیه راکوونیک واقع شده‌است.